# Apple II-familie
De Apple II-familie was de eerste reeks microcomputers van Apple, van eind jaren zeventig tot begin/midden jaren tachtig. De toestellen verschilden volledig van Apples latere Apple Macintoshcomputers en hadden hoofdzakelijk een 8 bit-architectuur.
De voorganger was de Apple I, een handmatig geassembleerde machine die werd ontworpen door Steve Wozniak en verkocht aan hobbyisten. Deze is nooit geproduceerd in grote aantallen, maar maakte de weg vrij voor veel kenmerken die de Apple II tot een succes zouden maken. De Apple II was de eerste grootschalig geproduceerde personal computer. Hij was vooral populair bij thuisgebruikers, maar werd ook af en toe verkocht aan zakelijke gebruikers, zeker na het verschijnen van het eerste spreadsheet op een personal computer: VisiCalc. 
Het "II"-gedeelte van de naam werd door middel van leestekens op wisselende manieren weergegeven. De II en de "onverbeterde" IIe werden meestal geschreven als respectievelijk ][ en ][e, de IIc en de (verbeterde) platinum IIe-modellen werden geschreven als //c en //e. Verder waren er nog de IIGS en de IIc Plus.

## Geschiedenis

### De originele Apple II
De verkoop van de eerste Apple II-computers begon op 5 juni 1977 met een MOS Technology 6502-microprocessor, die draaide op 1 MHz, 4 KB RAM-geheugen, een audiocassette-interface. De Integer BASIC-programmeertaal was ingebouwd in de ROM's. De videocontroller toonde 24 lijnen op 40 kolommen met tekst (uitsluitend in hoofdletters) op het scherm. Een NTSC-composiet video-uitgang zorgde voor weergave op een monitor, of op een televisietoestel door middel van een RF-modulator. Andere fabrikanten boden uitbreidingskaarten voor ondersteuning voor 80 kolommen (en kleine letters). Gebruikers konden programma's en hun gegevens opslaan op muziekcassettes en daarvan inlezen; andere programmeertalen, spelletjes, toepassingen en andere software waren eveneens op cassette beschikbaar. De verkoopprijs bedroeg $1298 voor de uitvoering met 4 kB RAM-geheugen en $2638 voor de 48 kB RAM-versie.
Het opslaan en inlezen van data werd later vergemakkelijkt door een extern 5¼"-floppydiskstation, de Disk II, met een controllerkaart die in een van de slots van de computer werd geplugd. Dit schijfstation werd ontwikkeld door Steve Wozniak. De controllerkaart had weinig hardware-ondersteuning en steunde daarom op timinglussen in de software om de nodige codering te verzorgen. De controller maakte ook gebruik van een vorm van Group Code Recording, wat simpeler en makkelijker in software te implementeren was dan het meer gangbare MFM. Dit maakte de controller beduidend goedkoper, zodat de prijs van het totale systeem laag genoeg bleef voor thuisgebruikers. Het maakte het ook gemakkelijker voor ontwikkelaars van propriëtaire software om ervoor te zorgen dat de media waarop hun applicaties verspreid werden, lastiger te kopiëren waren door het gebruik van trucs, zoals het veranderen van het low-level sectorformaat of het plaatsen van de leeskop tussen de sporen. Uiteindelijk verkochten andere groepen echter software die zulke beperkingen konden omzeilen (o.a. Copy II Plus en Locksmith).

### Coprocessorkaarten
Wozniaks open ontwerp en Apples verschillende uitbreidingsslots lieten toe dat een grote verscheidenheid aan apparaten van andere fabrikanten de mogelijkheden van de machine uitbreidden. Seriële controllers, verbeterde weergavecontrollers, harde schijven en netwerkcomponenten waren in die tijd voor dit systeem beschikbaar. Er werden ook coprocessorkaarten ontwikkeld die in een vrij slot konden worden ingeplugd, zoals de Zilog Z80-kaart, waardoor de Apple II kon omschakelen naar de Z80-processor, en terug, om programma's uit te voeren die voor het CP/M-besturingssysteem waren ontwikkeld, zoals de dBase II-database en de WordStar-tekstverwerker. Omdat de Z80 sneller was dan de 6502, konden sub-programma's worden ontwikkeld die gedeeltelijk op de Z80 draaiden. De Z80 maakte hierbij wel gebruik van de 6502 om de I/O te verzorgen... Bij het overschakelen bracht de coprocessor-logica de andere processor in een wachtlus...
Er bestond ook een third-party 6809-kaart waarmee men OS-9 Level One kon draaien. De Mockingboard-geluidskaart verbeterde de geluidsmogelijkheden van de Apple II. Zelfs zogenaamde accelerator boards (versnellingsborden) werden gemaakt, die de snelheid van de computer zouden verdubbelen of verviervoudigen.

### Verdere ontwikkeling van de Apple II

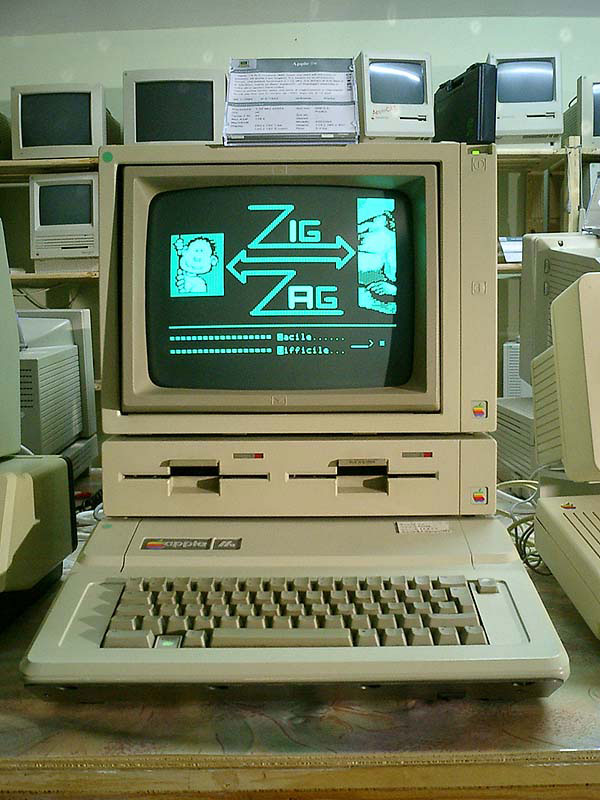
Een Apple IIe, hier afgebeeld met een DuoDisk en een Monitor II.

De Apple II werd uiteindelijk opgevolgd door de Apple II Plus. Deze bevatte de programmeertaal Applesoft BASIC (die ondersteuning toevoegde voor floating point-berekeningen, maar daarbij wel rekenprestaties voor gehele getallen opofferde) en had in totaal 48 kB RAM, uitbreidbaar tot 64 kB door middel van een language card (taalkaart), waardoor de gebruikers snel konden omschakelen tussen de "INT" (Integer) en "FP" (Applesoft)-dialecten van BASIC (waarbij echter niet-opgeslagen programma's verloren gingen). Toevoeging van de taalkaart maakte ook het gebruik mogelijk van UCSD Pascal- en FORTRAN 77-compilers, die in die tijd voor Apple werden uitgegeven.
Dit model werd opgevolgd door de Apple IIe in 1982. Dit was een door Burrell Smith ontworpen goedkopere versie die nieuwere chips gebruikte om het totaal aantal componenten te reduceren. Hij toonde zowel hoofdletters als kleine letters en had 64 kB RAM geheugen, uitbreidbaar naar 128 kB. De IIe kon eveneens tekst in hoge resolutie (80 kolommen) weergeven door middel van een 80 kolommen-uitbreidingskaart. Dit was waarschijnlijk de populairste Apple II en hij werd algemeen beschouwd als het "werkpaard" van de lijn.
Omstreeks dezelfde tijd werd een Apple III-computer gemaakt, ontworpen voor de zakelijke markt. Deze werd echter nooit een succes: van de 90 000 geproduceerde Apple III- en de Apple III Plus-computers werden slechts 65 000 exemplaren verkocht.
Apple bracht in mei 1984 de Apple IIc uit als de eerste draagbare Apple II. Die gebruikte de recente 65C02-processor en had ingebouwde ondersteuning voor schijfstations, modem, printer en een 80-kolommendisplay die apart verkochte adapterkaarten vereiste bij de eerste modellen. Door zijn compacte design was de Apple IIc echter slechts beperkt uitbreidbaar. De Apple IIc kreeg in bepaalde interne en prerelease-documenten de codenaam "Lolly".

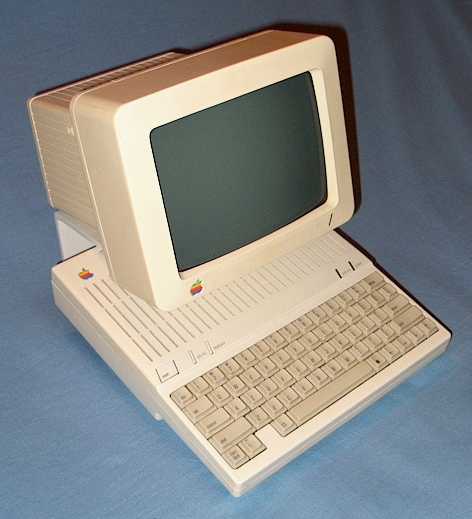
De Apple IIc was Apples eerste compacte computer. Hier is hij voorzien van een klein CRT-scherm.

Kort na de introductie van de Apple IIc maakte Apple een Enhanced Apple IIe die de 65C02-processor gebruikte. Een uiteindelijke versie van de IIe, bekend als de Platinum Apple IIe, werd later geïntroduceerd. Het bevatte een numeriek toetsenbord, ingebouwde ondersteuning voor 80 kolommen en de behuizing had een andere kleur dan vroegere IIe-versies.

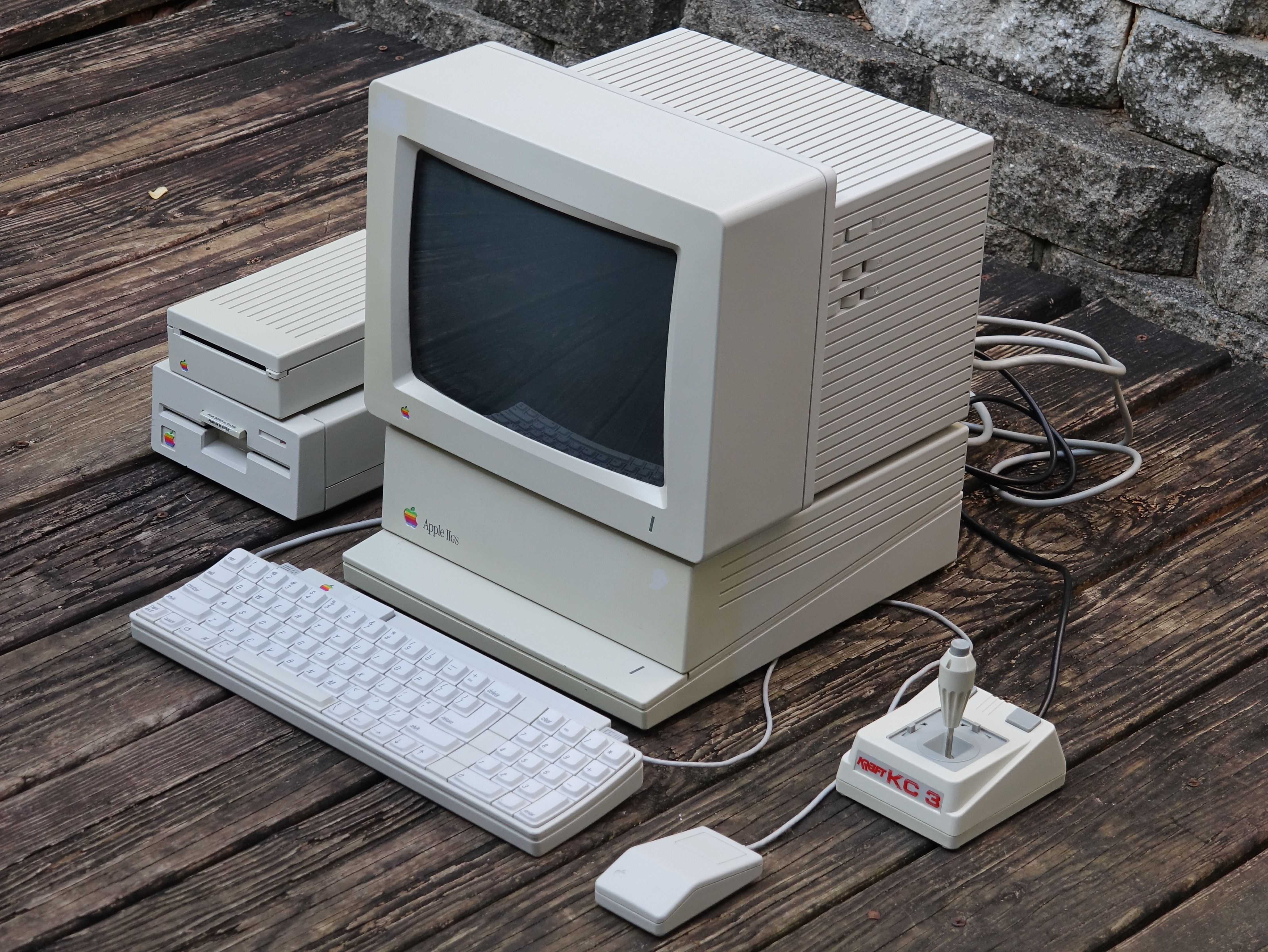
Een Apple IIGS met CRT-scherm en randapparatuur

De laatste Apple II was de Apple IIc Plus, geïntroduceerd in 1988. Deze was ongeveer even groot als de IIc, maar het 5¼"-floppystation was vervangen door een 3½"-station. De voeding, die bij de IIc grotendeels in een extern blok aan een snoer was ondergebracht, was nu naar het interieur verhuisd, en de computer trok de aandacht met een snelle 4 MHz 65C02-processor. Deze maakte de IIc Plus in standaarduitvoering de snelste Apple II.
In 1990 werd de Apple IIe Card uitgegeven, een expansiekaart voor de LC-lijn van Apple Macintosh-computers. De kaart was in wezen een verkleinde, volledig uitgebreide Apple IIe. Dit maakte het mogelijk voor de Macintosh om 8 bit-Apple II-software zonder conflicten uit te voeren, wat hielp bij het uitfaseren van de Apple II-lijn.
Het volgende (en krachtigste) exemplaar van de lijn was de Apple IIGS-computer in 1986. De IIGS had een 2,8 MHz 65C816-processor met 16 bitregisters en 24 bitadressering, meer geheugen, betere kleuren, meer randapparaten (verwisselbaar tussen kaartslots in IIe-stijl en onboardcontrollers in IIc-stijl) en een gebruikersinterface afgeleid van Mac OS. Dit was GS/OS (GS staat voor Graphics en Sound). Onderliggend was Prodos 16 actief. Er bestaat uiteindelijk een ROM01-versie (256 KB geheugen) en een ROM03-versie (1 MB geheugen) van. De resolutie van het beeldscherm lijkt bewust klein gehouden om concurrentie met de Macintosh te voorkomen. Toch zaten er een aantal features in het OS die in het begin zelfs in Mac OS X ontbraken (deze zijn later wel toegevoegd).
Rond 1986 raakte de Apple II overvleugeld door de beter verkopende Macintosh-productlijn. Apple ging door met het verkopen en ondersteunen van de Apple //GS tot 1992-1993, vooral vanwege het gebruik op scholen. De IIe werd nog tot in 1996 ondersteund, omwille van veel systemen voor videospelletjes die gebaseerd waren op dezelfde chip als de IIe, in het bijzonder de NES, waardoor code voor games gemakkelijker op de IIe kon worden getest dan op een pc of Mac.

### Klonen

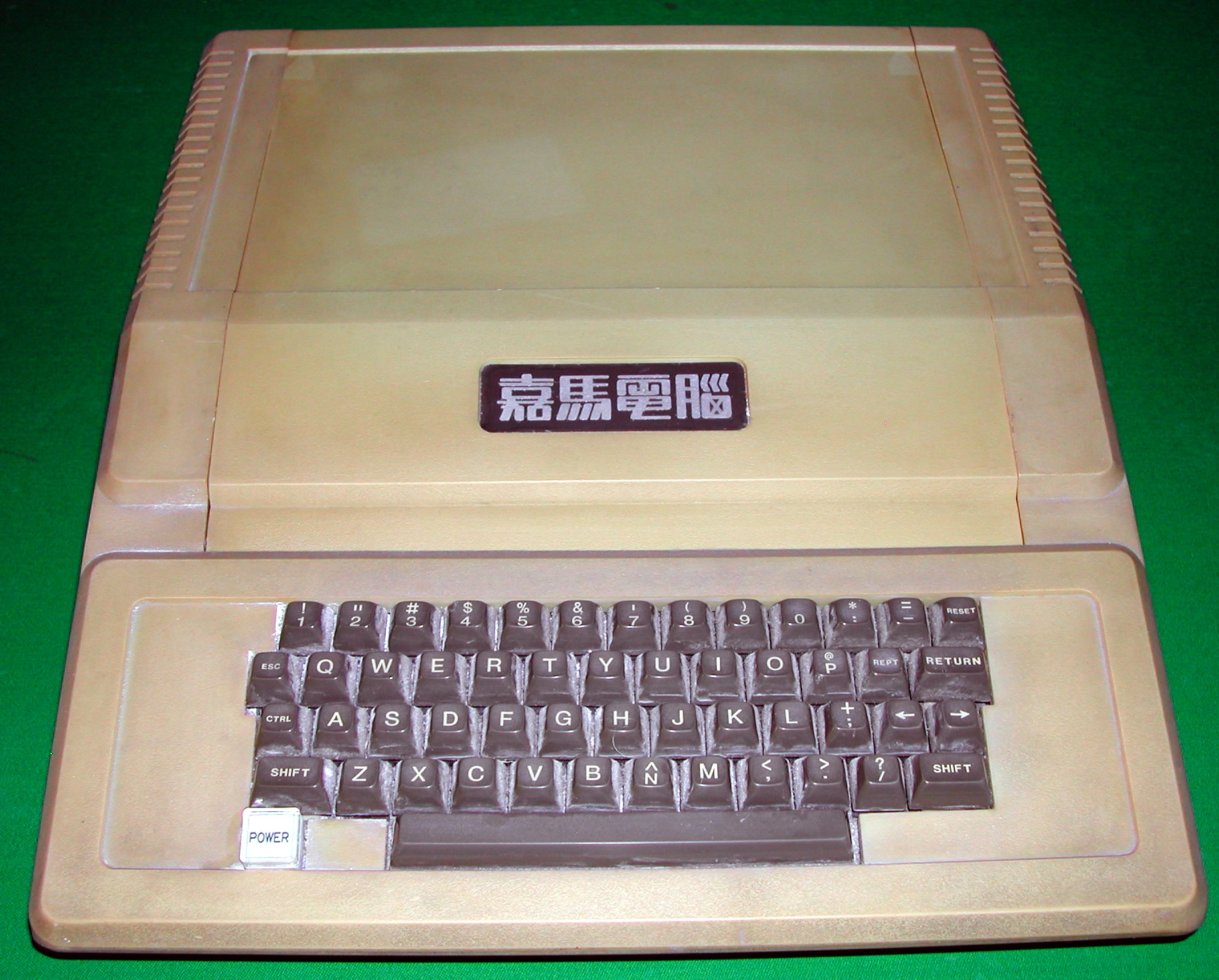
De Jiama (嘉馬) SPS-109, een Taiwanese kloon van de Apple II, is bijna identiek aan de Apple II en II+, inclusief een identieke behuizing, kleur en toetsenbordlay-out. Het enige merkbare verschil is het label boven het toetsenbord.

Net als de IBM-PC werd de Apple II veelvuldig gekloond, zowel in de Verenigde Staten als daarbuiten. Volgens de website Apple2Clones.com zouden er 172 klonen bekend zijn.
De tot de Ace-reeks behorende Apple II-klonen van Franklin Computer Corporation zijn echter de bekendste klonen met de meeste impact, omdat Franklin Apples ROM's en software kopieerde en dit ook openlijk toegaf. Franklin gebruikte hierbij als argument dat het ROM van een computer gewoon een eenvoudig patroon is van schakelaars die op vaste posities zijn gezet en dat men een patroon van schakelaars niet auteursrechtelijk kon beschermen. Apple streed meer dan vijf jaar tegen Franklin om deze klonen van de markt te laten halen en slaagde daar uiteindelijk in. Het bedrijf bracht later niet-schendende, maar minder compatibele klonen uit. Het conflict was voor Apple reden om in de ROM van de Macintosh een speciale routine onder te brengen waarmee via zeven toetsaanslagen in de debugger een "Stolen From Apple"-icoon kon worden opgeroepen op elke computer die met gekopieerde Macintosh ROM's zou werken.
Apple daagde ook VTech dat in 1984 de Laser 128, een verbeterde kloon van de Apple IIc, op de markt had gebracht. Deze gerechtelijke strijd werd geen succes, omdat VTech de monitor-ROM's door middel van reverse engineering had nagemaakt, in plaats van ze te kopiëren. Bovendien beschikte VTech over een licentie voor de Applesoft-ROM van zijn maker, Microsoft. Dit was mogelijk doordat Apple had nagelaten om van Microsoft de exclusieve rechten op het Applesoft-dialect van BASIC te eisen. De Laser 128 bleek populair te zijn en bleef gedurende vele jaren op de markt, zowel in zijn originele vorm als in een verbeterde versie die sneller dan 1 MHz werkte. Hoewel hij niet volledig compatibel was met de Apple II, was hij zo populair dat de meeste ontwikkelaars er wel voor zorgden dat hun software ook op de Laser kon draaien. Omdat hij veelvuldig werd verkocht via postorder en grote handelszaken zoals Sears, kan de Laser 128 evenzeer invloed gehad hebben op concurrenten voor goedkope machines zoals Commodore Business Machines en niet alleen op Apple.
Waar de eerste Apple II-klonen in het algemeen nog exacte kopieën waren van hun Apple-tegenhangers, hadden latere klonen meer extra mogelijkheden, en bovendien waren ze goedkoper. Een vroeg Franklinmodel, de Ace 1000, pakte uit met een numeriek keypad en kleine letters, lang voor deze opties werden toegevoegd aan de Apple IIe. Men geeft de Laser 128-reeks soms de verdienste dat die Apple dwong de Apple IIc Plus uit te brengen (het ingebouwde 3½"-station en de versnelde processor waren kenmerken waar de Laser eerst mee gekomen was).

### Apple II-media
Het Disk II-floppystation gebruikte 5¼"-floppydisks. De eerste disk operating systems voor de Apple II waren DOS 3.1 en DOS 3.2, die 113,75 KiB op elke schijf konden opslaan. Na ongeveer twee jaar werd DOS 3.3 geïntroduceerd, dat 140 KiB kon opslaan, dankzij een kleine verandering aan de hardware van de schijfcontrollers. De gebruikers stopten het gebruik van DOS 3.2, uitgezonderd voor het draaien van oudere software. Met behulp van het programma MUFFIN  bij DOS 3.3 konden gebruikers bestanden van DOS 3.2-schijfjes naar DOS 3.3-schijfjes kopiëren.
Een DOS 3.3-schijf was geformatteerd met 35 sporen met gegevens, elk spoor bevatte 16 sectoren (DOS 3.2 had slechts 13 sectoren), en elke sector bevatte 256 bytes aan gegevens. Sporen 0, 1, en het grootste deel van spoor 2 waren voorbehouden voor het opslaan van DOS 3.3 zelf, en spoor 17 was voorbehouden voor de directory (spoor 17 werd gekozen omdat die in het midden van 35-sporen schijf lag, en om zo de gemiddelde zoektijd naar de veel geraadpleegde directory te reduceren).
De meeste uitgevers van spelletjes namen DOS 3.3 niet op op hun diskettes; ze schreven hun eigen boot loaders en alleen leesbare bestandssystemen om zo weinig mogelijk schijfruimte te gebruiken.
Sommige fabrikanten verspreidden diskettestations die op de meeste 5¼ inch-diskettes 40 sporen konden schrijven, wat 160 KiB opslag per diskette opleverde, maar het formaat sloeg niet aan, en er is geen software bekend die op media van 40 sporen werd uitgegeven.
Later kon Apple IIs 3½ inch-diskettes gebruiken, met een totale capaciteit van 800 kB. DOS 3.3 zelf ondersteunde deze stations niet; software van derden was vereist, en schijven groter dan ongeveer 400 kB moesten opgesplitst worden in meerdere "virtuele schijfvolumes". ProDOS, een afstammeling uit 1983 van het Apple /// zijn SOS, werd snel het verkozen Apple II-besturingssysteem, dankzij de ingebouwde ondersteuning voor volumes tot 32 MB groot (en ook omdat het vereist werd door AppleWorks). Minder algemeen in de eerste dagen waren Apple II-computers, die waren voorzien van een Apple Profile-harde schijf, met een totale capaciteit van 5 MB. Later introduceerden Apple en andere bedrijven SCSI- en IDE-interfacekaarten en grotere schijven; een populair vroeg model was de Sider, van First Class Peripherals, die 10 MB bood voor het destijds ongelofelijke bedrag van $ 695.

### Leven na de dood
Tegenwoordig kan een pc met Microsoft Windows de belangrijke Apple II-modellen emuleren met emulatorsoftware zoals Apple Win door de schijf over een seriële lijn te kopiëren. Talrijke disk image bestanden voor Apple II-software zijn gratis beschikbaar op internet.

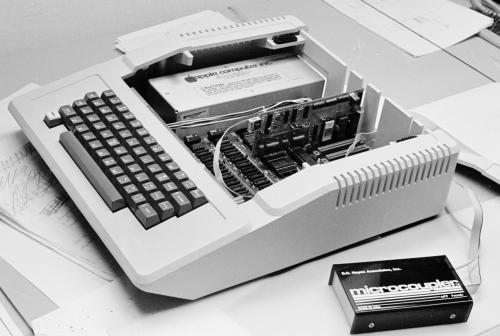
Apple II Intern

Een ongewone hommage aan de Apple II is een XScreenSaver-"hack" genaamd "bsod". De bsod schermbeveiliging bootst de schermweergave na bij een computercrash bij verschillende besturingssystemen (onder andere ook de Windows Blue Screen of Death waarnaar die genoemd is). In het geval van de Apple II emuleert de schermbeveiliging eigenlijk het CRT-scherm dat toen gebruikt werd, dus het scherm lijkt te trekken en te trillen door blokken tekst die aan en uit gaan. Een andere module, "Apple2" genaamd, toont een Apple II in werking die gebruikt wordt om drie verschillende BASIC-programma's in te typen en uit te voeren, eveneens met een CRT-emulatie en zelfs typefouten (of "syntax errors").

## Impact op de industrie
Het is moeilijk in te schatten welke impact de Apple II-familie van computers heeft gehad op de zakenwereld en in het bijzonder op de technologische industrie. De Apple II was de eerste computer die de meeste mensen ooit hadden gezien en hij was betaalbaar voor gezinnen uit de middenklasse. Zijn populariteit maakte de hele markt voor computerspelen mogelijk; de markt van educatieve software; een bloei in de markt van tekstverwerkers en printers; en de ontegensprekelijke "killerapplicatie" voor de zakenwereld: VisiCalc, het eerste spreadsheet. VisiCalc alleen verkocht veel Apple II's aan veel zakenmensen. Anderzijds inspireerde het succes op de consumentenmarkt tot de creatie van veel andere goedkope homecomputers, zoals de VIC-20 (1980) en de Commodore 64 (1982), die door hun beduidend lagere prijs computers introduceerden bij miljoenen meer thuisgebruikers (en daarbij een stuk van Apples marktaandeel veroverden).
Het succes van de Apple II zette eveneens IBM aan tot het creëren van de IBM PC, die toen werden aangekocht door het middenkader in de hele zakenwereld om spreadsheet en tekstverwerkersoftware te draaien (die aanvankelijk werd geporteerd van de Apple II-versies, en later tot geheel nieuwe toepassingssoftwarefranchising inspireerde). De grote populariteit van deze pc's en hun klonen veranderde toen de zakenwereld opnieuw met LAN-applicaties zoals e-mail en later het gebruik van pc's voor toegang tot het Usenet en het World Wide Web.
Eén belangrijke les geleerd uit de eerste Apple II-computers was het belang van een open architectuur van een computerplatform. De slots van de Apple II, die toelieten dat eender welke uitbreidingskaart de controle over de bus kon overnemen, maakt een onafhankelijke industrie van kaartfabrikanten mogelijk. Die creëerden samen een toevloed aan hardwareproducten die gebruikers toelieten systemen te bouwen die veel krachtiger en nuttiger waren (en tegen lagere kosten) dan wat was mogelijk geweest indien Apple zijn systeem volledig gesloten had gehouden. Apple besliste geen open architectuur te creëren voor de initiële Apple Macintosh-modellen, en dit wordt algemeen gezien als een beslissing die hun potentieel succes heeft gehinderd. Intussen had IBM zijn IBM PC gecreëerd met een open architectuur, wat aanzette tot succes, al liet uiteindelijk zijn directe, open architectuur de fabricatie van klonen toe door pas opgestarte concurrenten, zoals Compaq, Dell, Gateway, en vele andere. Dit leidde er uiteindelijk toe dat IBM de pc-markt verliet (door de verkoop van zijn pc-afdeling) in 2005.